# Antonio Méndez Esparza
Antonio Méndez Esparza (Madrid, 7 de gener de 1976) és un director de cinema espanyol establert als Estats Units.
Es va graduar en cinematografia a la Columbia University. Va debutar com a guionista i director amb el curtmetratge Una y otra vez (2009) amb el qual guanya el premi al millor curtmetratge al Festival de Cinema de Los Angeles, al Festival de Cinema de la Universitat de Colúmbia, al DGA Student Awards i al Festival Iberoamericà de Curtmetratges ABC (FIBABC). El 2012 va dirigir el seu primer llargmetratge, Aquí y allá, una dura pel·lícula sobre la immigració mexicana als Estats Units amb guió sorgit del taller de l'Institut Sundance que va guanyar el premi Nespresso de la Setmana de la Crítica al 65è Festival Internacional de Cinema de Canes el Premi India Catalina al Festival Internacional de Cinema de Cartagena de Indias, el premi Coral al Festival Internacional del Nou Cinema Llatinoamericà de l'Havana i el Louve d'Or al Festival du nouveau cinéma de Montréal
S'ha establert als Estats Units, on és professor de cinema a la Universitat Estatal de Florida, amb seu a Tallahassee. Allí va rodar el seu segon llargmetratge, Life and Nothing More, que va guanyar el premi SIGNIS i el premi FIPRESCI al Festival Internacional de Cinema de Sant Sebastià 2017.
El 2019 va rodar el seu primer documental, 2nd Judicial Court sobre el Tribunal de Família Unificat de Tallahassee. El 2020 va començar a rodar la pel·lícula de terror Que nadie duerma, el seu tercer llargmetratge, protagonitzat per Malena Alterio.

## Filmografia
- Yanira (2006)
- Una y otra vez (2009)
- Aquí y allá (2012)
- Life and Nothing More (2017)
- 2nd Judicial Court  (2019)
- Que nadie duerma (2020)